# Besaia mediodivisa
Besaia mediodivisa är en fjärilsart som beskrevs av Felix Bryk 1950. Besaia mediodivisa ingår i släktet Besaia och familjen tandspinnare. Inga underarter finns listade i Catalogue of Life.